# Pleuvezain
Pleuvezain – miejscowość i gmina we Francji, w regionie Grand Est, w departamencie Wogezy.
Według danych na rok 1990 gminę zamieszkiwały 92 osoby, a gęstość zaludnienia wynosiła 24 osób/km² (wśród 2335 gmin Lotaryngii Pleuvezain plasuje się na 953. miejscu pod względem liczby ludności, natomiast pod względem powierzchni na miejscu 1110.).